# Југославија на Летњим олимпијским играма 1928.
Спортистима Југославије која се тада се званично звала Краљевина Срба, Хрвата и Словенаца ово је билo треће учешће на
Летњим олимпијским играма.
Југославија је на Олимпијским играма 1928. у Амстердаму била заступљена са 34, учесника који су учествовали у 6 спортских дисциплина и уметничким такмичењима.
Најстарији такмичар у репрезентацији био је гимнастичар Стане Дерганц са 34, а најмлађи фудбалер Ивица Бек са 18 година.
Екипа Југославије је на овим играма обогатила своју колекцију медаља са укупно пет медаља од којих једна златна у гимнастици, освојена од стране Леона Штукеља. Са ових пет медаља Југославија је у укупном пласману рангирана на двадесет и прво место по броју укупно освојених медаља од 46 земаља учесница.

## Учесници по дисциплинама
| Спорт      | Мушкарци | Жене | Укупно |
| ---------- | -------- | ---- | ------ |
| Атлетика   | 4        | 0    | 4      |
| Бициклизам | 4        | 0    | 4      |
| Гимнастика | 8        | 0    | 8      |
| Мачевање   | 2        | 0    | 2      |
| Фудбал     | 11       | 0    | 11     |
| Рвање      | 5        | 0    | 5      |
| Укупно (6) | 34       | 0    | 34     |

## Освајачи медаља

### Злато
- Леон Штукељ — гимнастика, кругови

### Сребро
- Јосип Приможич — гимнастика, разбој

### Бронза
- Леон Штукељ — гимнастика, вишебој појединачно
- Стане Дерганц — гимнастика, прескок
- Леон Штукељ, Јосип Приможич, Стане Дерганц, Борис Грегорка, Антон Малеј, Едвард Антосијевич, Јанез Порента и Драгутин Циоти — гимнастика, вишебој екипно

## Атлетика
Тркачке дисциплине
| Атлетичар            | Дисциплина | Група         | Група  | Полуфинале       | Полуфинале       | Финале           | Финале           | Детаљи |
| Атлетичар            | Дисциплина | Резултат      | Место  | Резултат         | Место            | Резултат         | Место            | Детаљи |
| -------------------- | ---------- | ------------- | ------ | ---------------- | ---------------- | ---------------- | ---------------- | ------ |
| Фрањо Преданић       | 1.500 м    | рез. непознат | 3гр. 6 | Није се пласирао | Није се пласирао | Није се пласирао | Није се пласирао |        |
| Димитрије Стефановић | маратон    |               |        |                  |                  | 3:11:35          | 53 / 69          |        |

Техничке дисциплине
| Атлетичар    | Дисциплина   | Квалификације | Квалификације | Финале           | Финале           | Финале           | Финале | Детаљи |
| Атлетичар    | Дисциплина   | Резултат      | Место         | Резултат         | Место            | Најбољи резултат | Место  | Детаљи |
| ------------ | ------------ | ------------- | ------------- | ---------------- | ---------------- | ---------------- | ------ | ------ |
| Вилим Меснер | бацање копља | 53,70         | 23/28         | Није се пласирао | Није се пласирао | 53,70            | 23     |        |
| Бранко Калај | десетобој    |               |               |                  |                  | 5.210,65 *       | 24/ 38 |        |

- Резултат Бранка Калаја у десетобоју приказан је по таблицама из 1912. године, што би преведено на данас важеће таблице из 1985. износило 4.487 бодова.

Према неким изворима на атлетским такмичењима су још учествовали и Ђуро Гашпар у бацању кладива и Перослав Ферковић у десетобоју, али њихово присуство и резултати нису нигде евидентирани.

## Бициклизам
Четворица бициклиста представљли су Југославију 1928. То је било другоо учешће Југославије у овом спорту. Бициклисти се такмичили у друмској вожњи на стази од 170 километара која се рачунала у појединачну и екипну конкуренцију.

### Друмски бициклизам

#### Мушкарци појединачно
| Такмичари     | Дисциплина               | Време     | Пласман | Детаљи |
| ------------- | ------------------------ | --------- | ------- | ------ |
| Јосип Шолар   | Друмска трка појединачно | 5:25:37,0 | 37/75   |        |
| Стјепан Љубић | Друмска трка појединачно | 5:37:02,0 | 48/75   |        |
| Јосип Шкрабл  | Друмска трка појединачно | 5:46:14,0 | 53/75   |        |
| Антун Банек   | Друмска трка појединачно | 5:55:27,0 | 60/75   |        |

#### Мушкарци екипно
За пласман су се узимали резултати, тројице боље пласираних из екипе у појединачној трци.
| Такмичари                              | Време                         | Пласман  | Укупно време | Пласман | Детаљи |
| -------------------------------------- | ----------------------------- | -------- | ------------ | ------- | ------ |
| Јосип Шолар Стјепан Љубић Јосип Шкрабл | 5:25:37,0 5:37:02,0 5:46:14,0 | 37 48 53 | 16:48:53,0   | 12/15   |        |

Према неким изворима на бициклистичким такмичењима је учествовао и Ш. Санто, али њихово присуство и резултати нису нигде евидентирани.

## Гимнастика
Осам гимнастичара представљало је Југославију 1928. у најтрофејнијом спорту на ранијом олимпијским грама. Гимнастичари су освојили нових пет медаља од којих је најуспешнији југословенски олимпијац Леон Штукељ освојио три.
| Дисциплина          | Леон Штукељ         | Леон Штукељ         | Јосип Приможич      | Јосип Приможич      | Антон Малеј         | Антон Малеј         | Едвард Антосијевич  | Едвард Антосијевич  | Борис Грегорка      | Борис Грегорка      | Јанез Порента       | Јанез Порента       | Стане Дерганц       | Стане Дерганц       | Драган Циоти        | Драган Циоти        | Број учес. | Дет. |
| Дисциплина          | Резултат            | Мес.                | Резултат            | Мес.                | Резултат            | Мес.                | Резултат            | Мес.                | Резултат            | Мес.                | Резултат            | Мес.                | Резултат            | Мес.                | Резултат            | Мес.                | Број учес. | Дет. |
| ------------------- | ------------------- | ------------------- | ------------------- | ------------------- | ------------------- | ------------------- | ------------------- | ------------------- | ------------------- | ------------------- | ------------------- | ------------------- | ------------------- | ------------------- | ------------------- | ------------------- | ---------- | ---- |
| Вратило             | 53,75               | =21                 | 56,00               | 6                   | 46,00               | 51                  | 51,00               | 36                  | 49,75               | 38                  | 37,75               | 76                  | 39,50               | 74                  | 45,75               | =52                 | 86         |      |
| Разбој              | 53,50               | =7                  | 55,50               | 2                   | 51,25               | =19                 | 47,50               | 38                  | 48,50               | =34                 | 50,25               | =25                 | 46,25               | 44                  | 44,75               | 47                  | 85         |      |
| Кругови             | 57,75               | 1                   | 52,50               | =17                 | 52,75               | =15                 | 54,00               | 11                  | 49,25               | =37                 | 53,25               | 13                  | 49,00               | 39                  | 49,25               | =37                 | 88         |      |
| Прескок             | 26,625              | 28                  | 28,250              | =4                  | 26,375              | =30                 | 27,000              | =21                 | 25,750              | =37                 | 27,750              | =7                  | 28,375              | 3                   | 25,500              | =41                 | 85         |      |
| Коњ са хватаљкама   | 53,25               | =12                 | 51,75               | 18                  | 52,50               | =15                 | 48,50               | 36                  | 47,75               | =41                 | 51,25               | =21                 | 48,75               | =34                 | 44,75               | =51                 | 88         |      |
| вишебој појединачно | 244,85              | 3                   | 244,00              | 5                   | 228,875             | 25                  | 228,00              | =26                 | 221,00              | 33                  | 220,250             | 34                  | 211,875             | 43                  | 210,00              | 45                  | 88         |      |
| вишебој екипно      | 1.648,750 — 3 место | 1.648,750 — 3 место | 1.648,750 — 3 место | 1.648,750 — 3 место | 1.648,750 — 3 место | 1.648,750 — 3 место | 1.648,750 — 3 место | 1.648,750 — 3 место | 1.648,750 — 3 место | 1.648,750 — 3 место | 1.648,750 — 3 место | 1.648,750 — 3 место | 1.648,750 — 3 место | 1.648,750 — 3 место | 1.648,750 — 3 место | 1.648,750 — 3 место | 11         |      |

### Фудбал
Фудбалска репрезентација је и на свом трећем учешћу на олимпијским играма поново је испала у првом кругу. Овај пут је изгубила од репрезентације Португала са 2:1. После прва два учешћа и пораза по 7:0, овде је пораз дошао у 90 минуту. Утакмица је ушла у историју југословенског фудбала по два догађаја. На овој утакмици репрезентација је постигла први гол на олимпијским играма, а постигао га је у 40 минуту Мирко Боначић играч Хајдука из Сплита. На овој утакмици је искључен први играч у историји. То је у 80 минуту био капитен тима Милутин Ивковић. Репрезентација Југославије је имала 19 играча према извештају ФИФА, док у подацима Олимпијског комитета Србије, Подацима на РСССФ и Олимпик спорту  било само првих 11 играча. Бео обзира шта је тачно дат је преглед свих могучих учесника. Ова утакмица је према сајту Фудбалске репрезентације евидентирана код 11 фудбалера који су сигурно играли. Исто тако у броју укупних учесника на овим Играма има само једанаест фудбалера.
| #  | Име                   | Позиција      | Рођен              | Старост | Клуб          | Ута | Гол | Иг. ОИ | Гол ОИ |
| -- | --------------------- | ------------- | ------------------ | ------- | ------------- | --- | --- | ------ | ------ |
| 1. | Геза Шифлиш           | голман        | 25. фебруар 1907.  | 21      | САНД Суботица | 4   | 0   | 1      | 0      |
| 2  | Милутин Ивковић       | десни бек     | 3. март, 1906.     | 22      | Југославија   | 13  | 0   | 1      | 0      |
| 3  | Милорад Митровић      | леви бек      | 12. април 1908.    | 20      | БСК Београд   | 1   | 0   | 1      | 0      |
| 4  | Милорад Арсенијевић   | десни халф    | 6. јун 1906.       | 22      | БСК Београд   | 8   | 0   | 1      | 0      |
| 5  | Данијел Премерл       | центархалф    | 23. јануар 1904.   | 24      | ХАШК          | 12  | 0   | 1      | 0      |
| 6  | Љубиша Ђорђевић       | леви халф     | 19. јун 1906.      | 22      | БСК Београд   | 2   | 0   | 1      | 0      |
| 7  | Кузман Сотировић      | десно крило   | 16. октобар 1908.  | 20      | БСК Београд   | 2   | 2   | 1      | 0      |
| 8  | Ивица Бек             | десна полутка | 20. октобар 1909.  | 18      | Сете          | 2   | 0   | 1      | 0      |
| 9  | Мирко Боначић         | центарфор     | 9. март 1903.      | 25      | Хајдук Сплит  | 6   | 3   | 1      | 1      |
| 10 | Славин Циндрић        | лева полутка  | 1901               | 27      | Грађански     | 5   | 3   | 1      | 0      |
| 11 | Фрањо Гилер           | лево крило    | 1. септембар 1907. | 21      | Грађански     | 8   | 3   | 1      | 0      |
| 12 | Максимилијан Михелчић | голман        | 29. јул 1905.      | 23      | Грађански     | 7   | 0   | 0      | 0      |
| 13 | Благоје Марјановић    | центарфор     | 9. септембар 1907. | 21      | БСК Београд   | 6   | 3   | 0      | 0      |
| 14 | Емил Першка           | центарфор     | 1897               | 31      | Грађански     | 14  | 2   | 0      | 0      |
| 15 | Маре Марјановић       | леви бек      |                    |         | ХАШК          | 6   | 0   | 0      | 0      |
| 16 | Љубомир Бенчић        | десна полутка | 2. јануар 1905.    | 23      | Хајдук Сплит  | 5   | 2   | 0      | 0      |
| 17 | Никола Бабић          | центарфор     | 5. децембар 1905.  | 23      | ХАШК          | 1   | 0   | 0      | 0      |
| 18 | Драгутин Бабић        | лево крило    | 1897               | 31      | Грађански     | 8   | 2   | 0      | 0      |
| 19 | Милош Белеслин        | леви бек      | 8. септембар 1901. | 27      | САНД Суботица | 1   | 0   | 0      | 0      |

Селектор репрезентације је био Др Анте Пандаковић којем је ово била 12 утакмица на месту селектора.

### Мачевање
У мачевалачким дисциплинама Југославија је имала два представника: Фрањо Фрелих (сабља појединачно) и Ђуро Фројнд (флорет појединачно). Оба такмичара су у испали у својим квалификационим групама. Фрелих је био 5, а Фројнд 6 у својој квалификационој групи.
| Дисциплина                     | Место | Мачевалац    | Резултат | Резултат | Тушеви | Тушеви | Група |
| Дисциплина                     | Место | Мачевалац    | Добио    | Изгубио  | За     | Против | Група |
| ------------------------------ | ----- | ------------ | -------- | -------- | ------ | ------ | ----- |
| Сабља појединачно за мушкарце  | 5     | Фрањо Фрелих | 2        | 3        | 18     | 23     | 2     |
| Флорет појединачно за мушкарце | 6     | Ђуро Фројнд  | 0        | 5        | 4      | 25     | 6     |

Према неким изворима учествовао је и А. Риг (сабља појединачно) али њихово присуство и резултати нису нигде евидентирани.

#### РезултатиЂуре Фројнда
| Група | Меч | Победник                | Резултат | Поражени                          |
| ----- | --- | ----------------------- | -------- | --------------------------------- |
| 6     | 1   | Ђерђ Розгоњи Мађарска   | 5:1      | Ђуро Фројнд Краљевина Југославија |
| 6     | 2   | Ханс Лин Аустрија       | 5:1      | Ђуро Фројнд Краљевина Југославија |
| 6     | 3   | Бертил Угла Шведска     | 5:1      | Ђуро Фројнд Краљевина Југославија |
| 6     | 4   | Доминго Гарсија Шпанија | 5:0      | Ђуро Фројнд Краљевина Југославија |
| 6     | 5   | Владислав Сегда Пољска  | 5:1      | Ђуро Фројнд Краљевина Југославија |

#### РезултатиФрање Фрелиха
| Група | Меч | Победник                           | Резултат | Поражени                           |
| ----- | --- | ---------------------------------- | -------- | ---------------------------------- |
| 2     | 1   | Бино Бини Италија                  | 5:2      | Фрањо Фрелих Краљевина Југославија |
| 2     | 2   | Иван Осијер Данска                 | 5:3      | Фрањо Фрелих Краљевина Југославија |
| 2     | 3   | Рене Фристо Француска              | 5:3      | Фрањо Фрелих Краљевина Југославија |
| 2     | 4   | Фрањо Фрелих Краљевина Југославија | 5:4      | Х. Нијази Египат                   |
| 2     | 5   | Фрањо Фрелих Краљевина Југославија | 5:4      | Бери Нотли Уједињено Краљевство    |

### Рвање
У рвању грчко-римским стилом Југославију је представљало пет такмичара: Ђула Сабо (бантам), Исо Милованчев (перолака), Мирослав-Фриц Мецнер (лака), Фрањо Палковић (велтер)и Бела Јухас (средња).
| Категорија | Место/бр. учес. | Такмичар             | Бр. меч. | Доб. | Изг. |
| ---------- | --------------- | -------------------- | -------- | ---- | ---- |
| Бантам     | 9-13/19         | Ђула Сабо            | 3        | 1    | 2    |
| Перолака   | 20/20           | Исо Милованчев       | 1        | 0    | 1    |
| Лака       | 18-19/19        | Мирослав-Фриц Мецнер | 1        | 0    | 1    |
| Средња     | 9-12/17         | Фрањо Палковић       | 3        | 1    | 2    |
| Тешка      | 14-16/17        | Бела Јухас           | 2        | 0    | 2    |

#### Резултати
| Коло                          | Меч                     | Победник                             | Резултат                | Поражени                                   | Детаљи         |
| Ђула Сабо — бантам            | Ђула Сабо — бантам      | Ђула Сабо — бантам                   | Ђула Сабо — бантам      | Ђула Сабо — бантам                         |                |
| ----------------------------- | ----------------------- | ------------------------------------ | ----------------------- | ------------------------------------------ | -------------- |
| 1                             | 8                       | Свен Мартинсен Норвешка              | на поене                | Ђула Сабо Краљевина Југославија            |                |
| 2                             | 8                       | Ђула Сабо Краљевина Југославија      | туш                     | Хенрик Гансера Пољска                      |                |
| 3                             | 3                       | Оскар Линделоф Шведска               | на поене                | Ђула Сабо Краљевина Југославија            |                |
| Исо Милованчев — перолака     |                         |                                      |                         |                                            |                |
| 1                             | 1                       | Саим Арикан Турска                   | туш                     | Исо Милованчев Краљевина Југославија       |                |
| Мирослав-Фриц Мецнер — лака   |                         |                                      |                         |                                            |                |
| 1                             | 2                       | Валтер Масоп Холандија               | на поене                | Мирослав-Фриц Мецнер Краљевина Југославија |                |
| Фрањо Палковић — средња       | Фрањо Палковић — средња | Фрањо Палковић — средња              | Фрањо Палковић — средња | Фрањо Палковић — средња                    | [ мртва веза ] |
| 1                             | 4                       | Фрањо Палковић Краљевина Југославија | туш                     | Симон Балкема Холандија                    |                |
| 2                             | 5                       | Енрико Беласин Италија               | на поене                | Фрањо Палковић Краљевина Југославија       |                |
| 3                             | 4                       | Albert Kusnets Естонија              | туш                     | Фрањо Палковић Краљевина Југославија       |                |
| Бела Јухас — тешка — пеколака |                         |                                      |                         |                                            |                |
| 1                             | 6                       | Јозеф Вавра Чехословачка             | на поене                | Бела Јухас Краљевина Југославија           |                |
| 2                             | 6                       | Карлис Петерсон Летонија             | туш                     | Бела Јухас Краљевина Југославија           |                |

Према неким изворима на рвачким такмичењима су учествовали и И. Марковић (бантам), Н. Грбић (велтер) и Е. Хубер (тешка), али њихово присуство и резултати нису нигде евидентирани.